# 护关桥
27°48′32.9″N 119°35′17.4″E / 27.809139°N 119.588167°E
护关桥，位于浙江省丽水市景宁畲族自治县大漈乡大漈村南端的沐鹤溪上，为双孔木平梁廊桥，景宁廊桥之一。2013年作为处州廊桥的单体之一，列入全国重点文物保护单位。

## 历史
护关桥建于清乾隆四十六年（1781年）。桥梁全长26米，有廊屋9间，上设三层，一层为人行通道及关帝庙，二层为文昌阁，三层为魁星楼，为浙江省内为数不多的三层廊桥。